# Fatničko Polje
Fatničko Polje est une plaine de la Bosnie-Herzégovine située plus précisément dans la région de Republika Srpska.